# Vultureni (okręg Braiła)
Vultureni – wieś w Rumunii, w okręgu Braiła, w gminie Cireșu. W 2011 roku liczyła 594 mieszkańców.